# Røssesundbroen
Røssesundbroen eller Røssesund bro er en buebro over Røssesundet mellem øerne Tjøme og Brøtsø i Tjøme kommune i Vestfold og Telemark fylke i Norge. Vejen over broen (Fylkesvei 380) fører fra Tjøme og sydøstover mod Hvasser.
Planlægningen af broen over Røssesundet startede i 1937, men den blev på grund af 2. verdenskrig, først færdig i 1952. Broen blev bl.a. finansieret af bompenge fra trafikken over Vrengen bro på det nordlige Tjøme. Broen er 14 meter høj og hovedspændet er 76 meter. Byggeprojektet er knyttet til Tjøme-ordføreren Chr. R. Granøe. En buste af ham er placeret før broen på Ormelet.
Røssesundbroen afløste en ældre kabelfærge.
Broen er foreslået fredet i den nationale plan for vejrelaterede kulturminder . Den blev totalrenoveret i 1999.
- Røssesund bro set fra Ormelet på Tjøme mod Brøtsø.
- Ved Røssesundbroen er det en buste af broforkæmperen Chr. R. Granøe.

## Referanse
1. ↑  Nasjonal verneplan for veger, bruer og vegrelaterte kulturminner på norsk Wikipedia
2. ↑  Nasjonal verneplan for veger, bruer og vegrelaterte kulturminner (Webside ikke længere tilgængelig) (se afsnit om Røssesund bru)

59°6′8″N 10°25′11″Ø / 59.10222°N 10.41972°Ø